# Egidio Martinović
Egidio Martinović (Pula, 1907. – Pula, 1993.) bio je hrvatski nogometaš, nogometni reprezentativac i trener.

### Reprezentativna karijera
Za nogometnu reprezentaciju Kraljevine Jugoslavije odigrao je jednu utakmicu.